# アライド・エア111便着陸失敗事故
アライド・エア111便着陸失敗事故 (アライド・エア111びんちゃくりくしっぱいじこ)とは、2012年6月2日に発生した航空事故である 。この事故で、地上の10名が死亡し、1名が軽傷を受けたが、乗組員は全員軽傷であった。

## 事故機
事故機(コールサインDHV111)のボーイング 727-221F Advはプラット・アンド・ホイットニーJT8D-17Aエンジンを3基搭載していた。初飛行は1982年4月16日で、1991年12月4日には破産したパンアメリカン航空の最終便として運航された機体であった。2006年にアライド・エアが同機を購入した。
2012年5月31日(事故発生2日前)時点での総飛行時間は40,251時間、飛行回数は25,380回であった。

## 事故の経緯
DHV111便はDHL便として運航され、アクラのコトカ国際空港へ19時4分に到着予定の貨物便であった。
事故発生の少し前、18時34分時点到着地は東方向050に向け風速17ノットの追い風と激しい降雨が観測される悪天候下であった（DHV111の到着に少し先立ちコトカの管制エリアに到着したアリク航空075便は最終的に着陸を諦め出発地へと引き返している）
111便は管制官から天候について幾度となく警告を受けていたが、111便はILSによる着陸を決定した。しかしオートパイロット切断後のアプローチ中に大雨の中を飛行することとなり、滑走路を目視できない状態（CAT-II）での着陸となった。
111便は現地時間19時10分頃にコトカ国際空港の21番滑走路の始点から5,807フィート(約1.76km)の地点に時速167ノット(約309km/h)で接地した。滑走路の全長は3.4kmであり、接地時点で既に滑走路の半分を超過していたことになるが、視界の問題のため乗組員はそれを充分に認識できておらず、スピードブレーキの適用も状況に対して鈍いものだった。
滑走路の終端を越えてオーバーランに至った事故機は3番滑走路の滑走路灯と着陸灯およびILSローカライザー送信機設備などを破壊した後、空港の外周フェンスを突き破り、その先の道路（ギファード通り）を走行中だった小型バスに衝突。小型バスに乗っていた10人は全員が死亡した。また、同じく道路上にいたタクシーが飛来した破片により損傷し、運転手が軽傷を受けた。
機体は最終的にエルワクスタジアム近くの空き地で停止した。乗員4人は軽傷だった。

## 事故調査
事故発生直後の2012年6月2日にはガーナ運輸大臣の命令により事故調査委員会が編成された。
2013年に上梓された最終調査報告書では結論として「悪天候の中で進入機会を逃した時点で中止せずに着陸を強行した機長の判断」すなわちパイロットエラーが原因であるとしている。
111便の事故はガーナ史上最悪の航空機事故となっている。